# Chancellerie du NSDAP

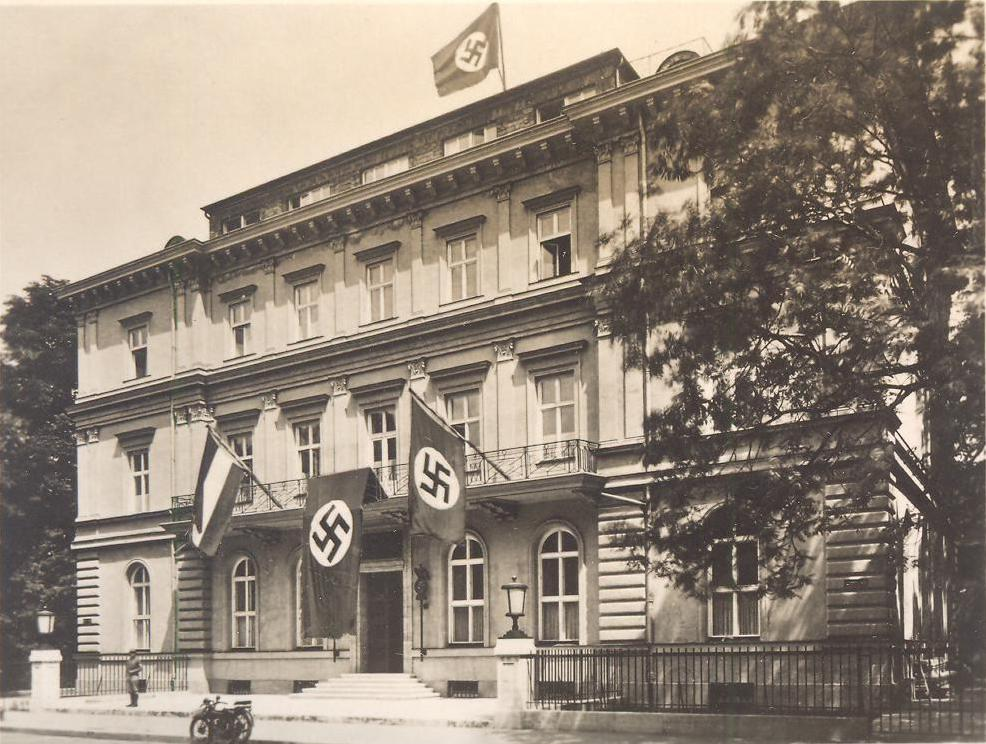
Braunes Haus : emplacement de la chancellerie du parti.

La chancellerie du NSDAP ou chancellerie du parti nazi (en allemand : Partei-Kanzlei der NSDAP), abrégée en chancellerie du parti (en allemand : Partei-Kanzlei), était le nom donné à la direction du parti nazi, en long le Parti national-socialiste des travailleurs allemands, dont le sigle allemand était NSDAP (« National-Sozialistische Deutsche Arbeiter-Partei »).
Elle s'est d’abord appelée « Stab des Stellvertreters des Führers » (en français : « état-major de l’adjoint du Führer ») car elle était confiée au « dauphin » du Führer du parti, en l'occurrence à Rudolf Hess.

## Histoire
En 1933, année de l’arrivée au pouvoir d'Adolf Hitler en tant que chancelier du Reich, la direction du parti nazi (dont le siège est à Munich) est confiée à Rudolf Hess, ministre sans portefeuille au sein du cabinet Hitler. Cette direction rentre alors régulièrement en conflit d’influence avec la chancellerie du Reich dirigée par Hans Lammers, mais également avec la chancellerie du Führer, de moindre importance, dirigée par Philipp Bouhler.
Proche de Hess, Martin Bormann est d’abord son adjoint et devient rapidement un représentant efficace et indispensable des intérêts du parti, se posant en intermédiaire vis-à-vis des dirigeants régionaux ; il est aussi un proche de Hitler. Après le départ rocambolesque de Hess pour le Royaume-Uni en mai 1941 pour des raisons restées troubles, départ assimilé à une désertion, Bormann succède à Hess le 12 mai, avec le titre de « chef de la chancellerie du parti » (en allemand : Leiter der Partei-Kanzlei), organisme qui de fait change alors de nom : de « Stab des Stellvertreters des Führers », nom marqué par la personnalité de Rudolf Hess, personnage historiquement proche de Hitler depuis ses débuts en politique, il devient « Partei-Kanzlei der NSDAP » (en français : « chancellerie du parti nazi »). À cette occasion, Hitler rattache l'organisme directement à sa propre personne. 
Bormann a alors un rang équivalent à celui d’un ministre du Reich, sans toutefois devenir membre du cabinet Hitler, à la différence de Hess. Bormann utilise alors sa position pour restreindre à son bon vouloir l’accès de personnalités officielles auprès d’Adolf Hitler. Le ministre de l’Armement Albert Speer s’en est par exemple personnellement plaint. En 1943, Bormann est en outre nommé Sekretär des Führers (en français : « secrétaire particulier du Führer »), ce qui est le point culminant de sa carrière.